# Francesco Negri (carabiniere)
Francesco Negri (Castellammare di Stabia, 7 dicembre 1983) è un militare italiano, Carabiniere Scelto dell'Arma dei Carabinieri, insignito di Medaglia d'oro al valor civile a seguito degli eventi accaduti il 28 aprile 2013 a Piazza Colonna di fronte a Palazzo Chigi dove rimase ferito, insieme al collega Giuseppe Giangrande, da alcuni colpi di pistola esplosi da Luigi Preiti, da una distanza ravvicinata, nel giorno dell'insediamento del nuovo Governo della Repubblica di Enrico Letta, sventando di fatto un attentato alle più alte cariche dello Stato.
Attualmente transitato nelle Aree Funzionali del Ministero della difesa.